# Pietro Polani
Pietro Polani (zm. 1147) – doża Wenecji od 1131 do 1147.